# Friederike Stockmann
Friederike Stockmann (geboren 1957) ist eine deutsche evangelische Theologin und Unternehmerin. Seit 2007 ist sie Mitglied des Landesverfassungsgerichts Sachsen-Anhalt.

## Ausbildung
Von 1976 bis 1982 studierte Friederike Stockmann Evangelische Theologie an der Theologischen Fakultät der Universität Halle (Saale) und absolvierte dort von 1983 bis 1987 ein Forschungsstudium. 1987 promovierte sie in Evangelischer Theologie. 1997 bildete sie sich in Organisationsentwicklung weiter, 2012 zum Systemischen Coach.

## Beruflicher Werdegang
Von 1987 bis 1991 war Friederike Stockmann wissenschaftliche Mitarbeiterin an der Theologischen Fakultät der Universität Halle (Saale). Von 1991 bis 1997 war sie Studentenpfarrerin für die Evangelische Studierendengemeinde der Humboldt-Universität Berlin.
Von 1997 bis 2001 hatte sie die pädagogische Leitung der Kinder-Reha-Klinik Bad Kösen inne. Anschließend war sie für Organisations- und Qualitätsentwicklung bei einer privaten Klinikgruppe tätig. Insgesamt war sie 8 Jahre in Rehakliniken tätig und erwarb dort Führungs- und Projektleitungs- sowie interne Beratungserfahrung.
Seit 2005 ist Frau Stockmann selbständige Organisationsberaterin und Coach sowie geschäftsführende Gesellschafterin der Friederike Stockmann GmbH in Halle.
Vom 13. Dezember 2007 bis zum 14. Dezember 2014 war sie Mitglied des Landesverfassungsgerichts Sachsen-Anhalt. Am 28. Oktober 2014 schlug der Ausschuss für Recht und Verfassung dem Landtag Frau Friederike Stockmann zur Wiederwahl vor. Sie wurde wiedergewählt und am 29. Januar 2015 auf eine siebenjährige Amtszeit vereidigt.
Friederike Stockmann lebt in Halle (Saale).

## Ämter und Mitgliedschaften
- DBVC – Deutscher Bundesverband Coaching[1]
- LIA – Logosynthesis International Association[1]
- GQMG – Gesellschaft für Qualitätsmanagement in der Gesundheitsversorgung[1]

## Engagement
Im Rahmen der Schmid Stiftung, Wiesloch, führt Friederike Stockmann Pro-bono-Beratungen von Nonprofit-Organisationen durch.

## Veröffentlichungen (Auswahl)
- „Ich werde mich nicht unterwerfen.“ Anregungen zu einer feministischen Aneignung des Ordinationsgottesdienstes. In: Renate Jost (Hrsg.): Feministische Impulse für den Gottesdienst. Kohlhammer, Stuttgart 1996, S. 173–179.
- Ingrid Kleinert-Barthels, Friederike Stockmann-Köckert: Mut zum Handeln: Wie Reformen in der Kirche organisiert werden können. In: Evangelische Kommentare. Monatsschrift zum Zeitgeschehen in Kirche und Gesellschaft. Band 32. Kreuz Verlag, Stuttgart 1999, S. 44–46.
- Widerstand und Wandel – systemisch betrachtet. In: Kirche in Bewegung. Gemeindekolleg der VELKD. November 2013, S. 14–17.